# 德国人的圣母堂
德国人的圣母堂 (英語： 希伯來語：‎ 拉丁語：)是一座历史上的天主教堂，罗马式风格，现已成为废墟，位于耶路撒冷旧城，锡安山的东北山坡上。
在1126年，第一次十字军东征之后，一位德国朝圣者和他的妻子（名字不详）为神圣罗马帝国的朝圣者建立了一个朝圣旅馆。他加入了耶路撒冷圣若望朝圣旅馆。雷定二世在1143年制定了规则，将医院置于他的保护之下，但医院骑士团有权事先审查。该建筑在1187年的袭击中被部分摧毁，于1229年进行了重建。1229年4月，神圣罗马帝国皇帝腓特烈二世将其分配给了条顿骑士团，但后来根据教宗额我略九世的命令，移交给了医院骑士团。1244年耶路撒冷围城战之后，耶路撒冷的朝圣旅馆和教堂被遗弃了。
1872年，T. Drake发现其遗址，现在作为公共考古公园的一部分，而部分开放。

## 参考

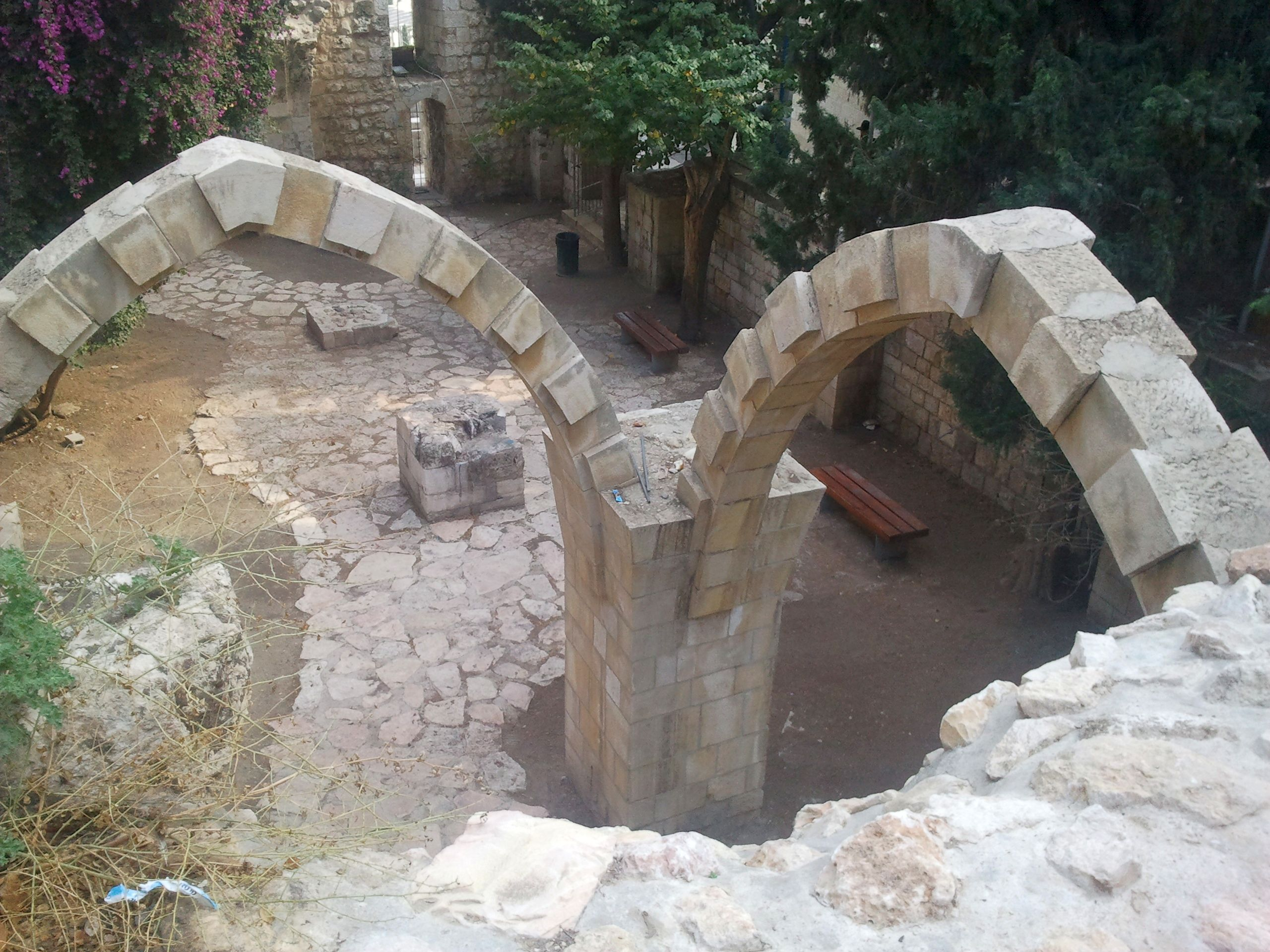
朝圣旅馆